# Perissolestes flinti
Perissolestes flinti là loài chuồn chuồn trong họ Perilestidae. Loài này được De Marmels mô tả khoa học đầu tiên năm 1988.